# Corriera Veneta
Il Corriera Veneta fu un vascello di linea veneziano da 70 cannoni che prestò servizio nella Armada dal 1770 al 1771

## Storia
La costruzione del vascello da 70 cannoni Corriera Veneta fu ordinata dal Senato della Repubblica di Venezia, e la nave fu impostata il 26 aprile 1722 sotto la direzione del Proto dei Marangoni Andrea Massarin. Massarin diresse i lavori di costruzione fino ai 6 carati, poi subentrò Piero Moro fino ai 22 e infine Giulio Cesare fino al varo. Il Corriera Veneta venne varato il 18 febbraio 1769, ed entrò in servizio nell'Armata Grossa il 27 aprile 1770.
In occasione della guerra russo-turca del 1768-1774 Angelo Emo condusse una squadra navale veneziano nell'Egeo allo scopo di proteggere gli interessi economici e commerciali della Serenissima Repubblica e del Regno di Francia. Nel corso del conflitto, a seguito di un incremento delle attività dei corsari di Dulcigno, sottoposti al protettorato ottomano, Emo decise di portare la squadra nell'Egeo per punirli. Il 19 dicembre 1771, tuttavia, la squadra navale ancorò nel Golfo Laconico vicino alla spiaggia di Eleos, […] ancoraggio coperto da tutti i venti, tranne per quello di stro. Fu un errore gravissimo e in realtà quasi incomprensibile per un ufficiale della cultura e dell'esperienza di Angelo Emo. Si scatenò una tempesta spinta proprio da vento di ostro: il vascello da 74 Corriera Veneta e la fregata Tolleranza affondarono con quasi tutto l'equipaggio mentre Emo riuscì a stento a salvare la sua nave ammiraglia ordinando di tagliare gli alberi maestri

### Fonti
1. ↑  http://www.veneziamuseo.it/ARSENAL/schede_arsenal/vascelli.htm.
2. 1 2 3  Levi 1896, p. 37.
3. ↑  Moro 2012, p. 60.
4. ↑  Anderson 1952, p. 309.